# 董彦
董彦（1977年8月8日—），中国围棋职业棋手，西安人，外号“野草”。1988年加入河北省体育局体工大队，1990年入段并通过选拔入选国家少年队。获1997年全国围棋个人赛第三名，1998年全国围棋个人赛第四名，第2、第4届NEC杯新秀战冠军，在中日新秀战比赛中以2-1战胜日本棋手沟上知亲六段。2000年升为七段，获第14届天元战亚军。2003年参加CSK杯赛，胜黄祥任、负劉昌赫和依田纪基；在第十六届中国围棋名人战本赛上胜余平、刘星和常昊，闯入四强。年底河北队降级为围乙队伍，董彦不愿意再替该队效力，但河北队不甘心放走董彦。为了离开河北队，董彦放弃了2004年一年的比赛权利。2005年河北省体育局仍然扣留董彦的护照，致使董彦两年参加不了LG杯、三星杯等国际比赛。2006年以网名“悠然淡蓝”夺得首届世界网络公开赛冠军。2007年12月15日在昆山市开办董彦围棋道场。